# Ludwig von Kurz zum Thurn und Goldenstein
Ludwig von Kurz zum Thurn und Goldenstein (* 7. Oktober 1850 in Laibach, Herzogtum Krain; † 11. März 1939 in Graz, Steiermark) war ein österreichischer Maler.

## Leben
Ludwig von Kurz wurde als Sohn des akademischen Historienmalers Franz Seraphin Maximilian Sebastian Ritter von Kurz zum Thurn und Goldenstein und seiner Frau Theresia geboren. 1867 übersiedelte die Familie von Laibach nach Graz. Der Vater beförderte das künstlerische Interesse seines Sohnes und gab ihm zuerst Unterricht. Dann besuchte er die Landschaftliche Zeichnungsakademie in Graz, welche seit 1840 vom Nazarener Joseph Ernst Tunner geleitet wurde, welcher Ludwig von Kurz von Oktober 1867 bis Juli 1870 unterrichtete. Ludwig von Kurz befreundete sich auf der Zeichnungsakademie mit Hermann von Königsbrunn, welcher für die Landschaftsmalerei zuständig war. Bei der Ausstellung der Akademie von 1870 erreichte Ludwig von Kurz den ersten Platz in der Ölmalerei, im Kopieren nach der Antike und von historischen Gemälden und in der Naturzeichnung.

## Werke
- 1895: Bild Serviten-Ordensgründung in der Pfarrkirche Mariä Himmelfahrt in Frohnleiten
- 1900: Seitenaltarbilder in der Filialkirche hl. Michael in Voitsberg
- 1914: Entwurf der Glasmalerei im Chor der Stadtpfarrkirche Bruck an der Mur
- 1914/15: Entwurf der Glasmalerei, ausgeführt von F. Koller, in der Pfarrkirche hl. Nikolaus in Wundschuh, ebendort die Aufsatzgruppe Heilige Dreifaltigkeit und der freistehende Tabernakel, ausgeführt von Peter Neuböck und Bartholomäus Gorendscheck.
- 1919/1920: Entwurf des Freskenschmuckes der Pfarrkirche Ilz
- 1920: Entwurf der Mariensäule neben der Pfarrkirche in Grafendorf bei Hartberg
- 1925: Hochaltarbild in der Pfarrkirche hl. Katharina in Ligist und Entwurf der Wandmalerei, ausgeführt 1929 von Franz Mikschowsky
- 1931: Restaurierung der Fresken im Chor von Josef Adam Mölck in der
- 1931: Entwurf der Fresken am Fronbogen in der Pfarrkirche St. Margarethen an der Raab
- 1931: Hochaltarbild in der Pfarrkirche in St. Peter am Ottersbach
- Entwurf der Gewölbemalerei, ausgeführt 1934 von Franz Mikschowsky, in der Pfarrkirche Nestelbach bei Graz
- Umgestaltung des Hochaltares in der Wallfahrtskirche Maria Heilbrunn
- Fresken an den Seitenaltären nach dem gotischen Muster aus 1895 in der Pfarrkirche in Sankt Radegund bei Graz
- Bilder in der Pfarrkirche Herz Jesu in Selzthal